# 金井镇 (平潭县)
金井镇是中国福建省福州市平潭县下辖的一个镇。2021年4月，撤销北厝镇、敖东镇，设立金井镇，镇政府驻原敖东镇政府驻地新垄村，行政区域界线随原北厝镇、敖东镇行政区域界线。

## 行政区划
金井镇下辖以下地区：
如意社区、山海佳苑社区、盐城社区、湖西村、北洋村、厝祥村、澳尾村、务里村、跨海村、先建村、红山村、红湖村、北厝村、庄上村、娘宫村、芦山村、山利村、天山村、大厝基村、美楼村、湖南村、吉钓村、新垄村、敖网村、向阳村、龙海村、建民村、仙霞村、苍海村、东崑村、华东村、建新村、桥锦头村、渔庄村、青观顶村、钱便澳村和大福村。